# Acropyga parvidens
Acropyga parvidens é uma espécie de formiga do gênero Acropyga, pertencente à subfamília Formicinae.